# Promachocrinus fragarius
O Promachocrinus fragarius, comumente conhecido como estrela-de-pena-de-morango-da-antártica, é uma espécie de crinoidea sem caule e que nada livremente. Foi uma das várias novas espécies de Promachocrinus descritas em 2023.. A descoberta da espécie ganhou significativa atenção da mídia.

## Descrição
A equipe que descobriu a espécie disse que ela foi apelidada de "estrela-de-pena-de-morango-da-antártica" devido à "semelhança de seu corpo com um morango". Sua cor pode variar de "roxo" a "avermelhado-escuro", e foi descrita como tendo "dez raios" e "vinte braços". ".

## Distribuição e habitat
Promachocrinus fragarius é encontrado nas águas da Antártica em profundidades entre 65 e 1170 metros. A localidade típca localidade biológica do animal está nas Ilhas Sandwich do Sul.
A dispersão das larvas de Promachocrinus foi fortemente influenciada pelas correntes antárticas
.